# Австроцедрус
Австроце́друс (лат. Austrocédrus) — монотипный род хвойных деревьев семейства Кипарисовые. Единственный вид — Австроцедрус чилийский (Чилийский речной кедр , или Кордильерский кедр) (Austrocedrus chilensis (D.Don) Pic.Serm. et Bizzarri).

## Описание
Медленно растущее вечнозелёное дерево с конической кроной. Достигает высоты 10—24 м. Листья чешеуевидные, расположенные попарно. Пары более крупных листьев (4—8 мм) чередуются с парами мелких листьев (2—3 мм). По внешнему краю листа расположен хорошо заметный ряд устьиц в виде белой полоски. Шишки 5—10 мм в длину с 4 чешуями. Две стерильные, очень мелкие, расположены в основании, и две более крупные плодущие чешуи. На каждой плодущей чешуе расположены по два крылатых семени 3—4 мм длиной.

## Распространение и экология
В природе встречается в субальпийском поясе горных районов Чили (два раздельных района — Антуко в провинции Биобио и Лос Лагос в провинции Вальдивия) и Аргентины — Квестрихе (исп. Questrihue). Образует монодоминантные леса на восточных склонах Анд, или растёт в ассоциации с араукарией и нотофагусом. Предпочитает сухие места.
Выращивается в культуре в северо-западной Европе и в Северной Америке.
Охранный статус — близок к уязвимому виду. (NT).

## Таксономическое положение
Относится к подсемейству Каллитрисовые (Callitroideae) — таксону, характерному для антарктической флоры. Род Австроцедрус близок к роду Либоцедрус, распространённому в Новой Зеландии и Новой Каледонии, поэтому некоторые ботаники рассматривают его в пределах этого рода.

### Синонимы
- Libocedrus chilensis (D.Don) Endl.
- Thuja chilensis D.Don
- Thuja andina Poepp. et Endl.